# Für Hund und Katz ist auch noch Platz (Film)
Für Hund und Katz ist auch noch Platz ist ein britischer animierter Fernseh-Kurzfilm von Jan Lachauer und Max Lang aus dem Jahr 2012. Er beruht auf dem gleichnamigen Kinderbuch von Julia Donaldson und Axel Scheffler.

## Handlung
Eine Hexe und ihre Katze erwachen am Morgen. Beim anschließenden Zaubern explodiert der Kessel, nachdem die Hexe Fliegenpilze zu einem Gebräu hinzugegeben hat. Durch den Lärm wird ein Drache geweckt. Während die Hexe und ihre Katze per Besen fortfliegen, nimmt der Drache unbemerkt die Verfolgung auf. Während des Fluges verliert die Hexe ihren Hut und landet in einem Wald. Es ist ein fremder Hund, der den Hut anbringt und bittet, von der Hexe mitgenommen zu werden. Obwohl die Katze dagegen ist, nimmt die Hexe ihn auf seinem Besen mit. Als beim Weiterflug die Haarschleife der Hexe verloren geht, finden Hexe, Hund und Katze auf der Suche zwar sogar die Nadel im Heuhaufen, nicht jedoch die Schleife. Ein grüner Vogel bringt sie vorbei und darf nach Schilderung seines Schicksals – als grüner Vogel unter lauter grauen war er immer der Außenseiter – mit Hexe, Hund und Katze auf die Reise gehen, obwohl sich Hund und Katze dagegen ausgesprochen haben. Den verlorengegangenen Zauberstab wiederum bringt später ein Frosch vorbei, der als besonders reinliches Tier ebenfalls anders als seine Artgenossen ist. Auch er darf die Reise mit antreten.
Der Besen ist nun so voll beladen, dass er Flugschwierigkeiten hat und kaum Höhe gewinnt. Als die fünf dennoch einen Berg erfolgreich überfliegen, ist die Freude groß. Der Frosch hüpft begeistert in die Höhe – als er landet, bricht der Besen entzwei. Während sich die vier Tiere, die auf der einen Hälfte saßen, am Boden angekommen zerstreiten, macht die Hexe in der Höhe Bekanntschaft mit dem Drachen, der sie verfolgt. Die vier Tiere raufen sich angesichts dieser Entwicklung zusammen. Als die vor Angst ohnmächtige Hexe vom Drachen zu einem Tümpel geschleppt wird, wo das Ungeheuer sie verspeisen will, erheben sich aus dem Schlamm des Tümpels plötzlich die vier Tiere, die sich aufeinandergestellt haben, in ihren vier Sprachen agieren, und dem Drachen deutlich machen, dass die Hexe ihre Hexe ist. Der Drache glaubt, es mit einem großen Monster zu tun zu haben, entschuldigt sich und flieht. Die Tiere jubeln und auch die Hexe ist erleichtert und dankbar. Der zerbrochene Besen bietet nun nur noch Platz für zwei Personen und die Tiere lassen der Katze den Vortritt. Der Hexe jedoch gelingt es, den Besen in ihrem Kessel und unter Mithilfe der Tiere und einiger Fliegenpilze neu zu erzaubern: Mit drei Sesseln für Hexe, Katze und Hund, einem Nest für den grünen Vogel und einer Badewanne mit Dusche für den reinlichen Frosch. Und so ziehen alle fünf gemeinsam weiter.

## Produktion
Die Arbeit zu Für Hund und Katz ist auch noch Platz begann im Jahr 2011. Zu dieser Zeit hatte Jan Lachauer gerade sein Animationsstudium an der Filmakademie Baden-Württemberg beendet. Er und Max Lang kannten sich vom Studium und hatten seit 2005 mehrfach miteinander an Filmen gearbeitet. Lang wiederum hatte bereits 2009 mit Der Grüffelo zum ersten Mal ein Kinderbuch von Julia Donaldson verfilmt. Für Hund und Katz ist auch noch Platz wurde wie Der Grüffelo von Magic Light Pictures produziert; die Arbeitszeit am Film betrug rund 18 Monate, wobei Lachauer in Stuttgart und Lang in London arbeitete. Die Figuren und einzelne Bäume und Pflanzen wurden computeranimiert, Feuer und Wasser entstanden in traditionellem Zeichentrick. Die Sets wiederum wurden in einem Studio aufgebaut und abgefilmt. Der Film wurde am 25. Dezember 2012 als Weihnachtsspecial von BBC One erstgesendet. Im Januar 2014 erschien der Film in Deutschland auf DVD.

## Synchronisation
| Rolle    | Originalsprecher | Deutscher Sprecher |
| -------- | ---------------- | ------------------ |
| Erzähler | Simon Pegg       | Christian Ulmen    |
| Hexe     | Gillian Anderson | Anke Reitzenstein  |
| Katze    | Rob Brydon       | Bernhard Völger    |
| Drache   | Timothy Spall    | Uli Krohm          |
| Hund     | Martin Clunes    | Lutz Schnell       |
| Vogel    | Sally Hawkins    | Katrin Zimmermann  |
| Frosch   | David Walliams   | Gerald Schaale     |

## Auszeichnungen
Auf dem Shanghai International TV Festival wurde Für Hund und Katz ist auch noch Platz 2013 für einen Magnolia Award als Bester Animationsfilm nominiert. Auf dem Festival d’Animation Annecy erhielt er einen Preis als Beste Fernsehproduktion. In der Kategorie Best Animated Special Production wurde der Film 2014 für einen Annie Award nominiert und erhielt ebenfalls 2014 eine Oscar-Nominierung in der Kategorie Bester animierter Kurzfilm.
Beim Prix Jeunesse International erreichte der Film 2014 den zweiten Platz in der Kategorie  7-11 Fiction.